# Paloh Jeureula
Paloh Jeureula is een bestuurslaag in het regentschap Pidie van de provincie Atjeh, Indonesië. Paloh Jeureula telt 394 inwoners (volkstelling 2010).